# Jan Jongepier

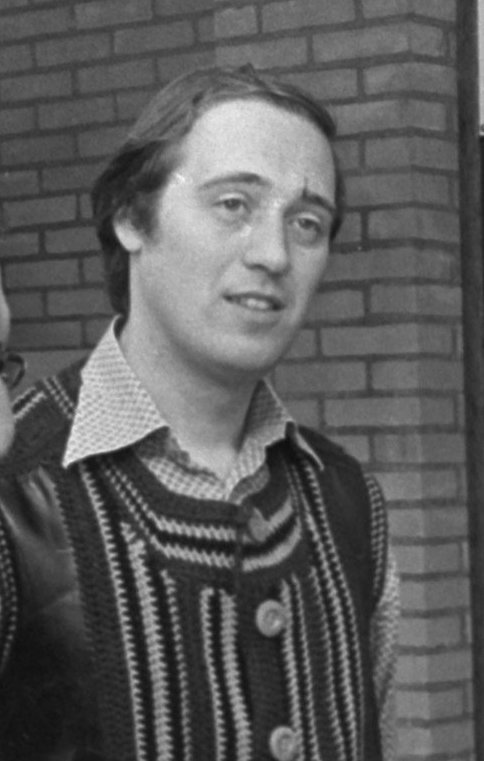
Jan Jongepier (1977)

Jan Jongepier (* 26. Februar 1941 in Zaandam; † 31. Juli 2011 in Leeuwarden) war ein niederländischer Organist, Improvisator und Orgelsachverständiger.

## Leben
Jan Jongepier wuchs in einer reformierten Familie und Kirche auf und erhielt zunächst von seinem Vater Orgelunterricht, der Amateurorganist und Schüler von Cor Kee war. Später wurde Cor Kroonenberg sein Lehrer. Am Konservatorium von Amsterdam studierte er Orgel bei Piet Kee. 1957 wurde er mit 16 Jahren Organist an der großen Orgel von Rudolf Garrels in Purmerend (1742). An der Grote of Jacobijnerkerk in Leeuwarden wurde er 1981 Organist, wo ihm die dreimanualige Orgel von Christian Müller (1727) zur Verfügung stand. Diese Stellung hatte er bis 2007 inne. 2003 wurde er zum Titularorganisten der Garrelsorgel in Purmerend ernannt. Jongepier war auch wegen seiner Orgelimprovisationen bekannt. Er gewann nationale und internationale Preise, wie beispielsweise 1970, 1971 und 1972 den ersten Preis des Haarlemer Internationalen Improvisationswettbewerbs (Internationaal Orgelimprovisatie Concours). 2004 erhielt er den Sweelinckpreis (niederländisch: Sweelinckprijs).
Von 1963 bis 1973 gab er an der Musikschule in Purmerend Unterricht und war von 1972 bis 1992 als Dozent mit den Konservatorien in Leeuwarden  Groningen verbunden. Zu seinen Schülern gehörten Jacob de Haan und Tjeerd van der Ploeg. Er war Experte auf dem Gebiet der Geschichte der Orgel und des Orgelbaus, vor allem auf dem Gebiet der Orgeln in Friesland. Er verfasste zahlreiche Bücher und Artikel und machte verschiedene CD-Einspielungen. Als Sachverständiger trat er bei über 200 Orgelrestaurierungen und Neubauprojekten auf.

## Publikationen

### Schriften
- Vijf eeuwen Friese Orgelbouw. Een schoone voorraad waarlyk. Friese Pers Boekerij, Leeuwarden 2004, ISBN 90-330-1199-9.
- Orgellandschaft Niederlande. In: Musik & Kirche. Band 72, 2002, ISSN 0027-4771, S. 29–35.
- Het historische orgel in Nederland. Bd. 3: 1769–1790. Nationaal Instituut voor de Orgelkunst, Amsterdam 1999, ISBN 90-75473-05-2.
- Het historische orgel in Nederland. Bd. 4: 1790–1818. Nationaal Instituut voor de Orgelkunst, Amsterdam 1999, ISBN 90-75473-06-0.
- Een konstkundig orgelmaker. Enkele bijdragen over het werk van de orgelmaker Albertus Anthoni Hinsz (1704–1785). Stichting Groningen Orgelland, 1994, ISSN 0168-1893.
- Heinrich Hermann Freytag. In: Het Orgel. Band 86, 1990 (hccnet.nl).
- Het VanHagerbeer-Schnitger-Orgel in de Grote- of St. Laurenskerk te Alkmaar. Kerkvoogdij Hervormde Gemeente, Alkmaar 1987, ISBN 90-90-01662-7.
- Orgelbouwnieuws. Ingebruikname Cavaillé-Coll-orgel te Leeuwarden. In: Het Orgel. Band 80, Nr. 11, 1984.
- 75 jaar Flentrop Orgelbouw. Flentrop Orgelbouw, Zaandam 1978.
- Frieslands Orgelpracht. Deel 1: 1500–1800. Boeijenga, Sneek 1970.

### Aufnahmen/Tonträger
- Acht historische orgels in Noordholland. 1982. Orgelwerkgroep Noord-Holland 6814.750/51, LP (Klaas Bolt, J. Jongepier, H. van der Schaaf und K. Klein spielen in Oosthuizen, Edam, Medemblik, Oosterland, Zandvoort, Venhuizen, Zaandam und Weesp.)
- M. Weckmann, D. Buxtehude, J.G. Walther, J. L. Krebs. VLC 1189. 1989. CD (Jan Jongepier, Zuidbroek: Improvisationen; Harald Vogel, Noordbroek: Werke von Matthias Weckmann, Dieterich Buxtehude, Johann Gottfried Walther, Johann Ludwig Krebs)